# Петковичи (Минская область)
Пе́тковичи (бел. Пе́ткавічы) — агрогородок в Дзержинском районе Минской области Беларуси. Входит в состав Дзержинского сельсовета.

## География
В 6 км от Дзержинска, в 32 км от Минска, в 5 км от железнодорожной станции Койданово. 

### Гидрография
Расположена на берегу реки Усса.

## История
Деревня известна с XVIII века в Минском повете Минского воеводства ВКЛ. После второго раздела Речи Посполитой в составе Российской империи.
В 1800 году — 7 дворов, 29 жителей, владение Доминика Радзивилла в Минском уезде. В середине XIX века принадлежала графу Э.Чапскому, в 1858 году в деревне 44 ревизские души. В середине XIX века — начале XX века находилась в составе Станьковской волости, в составе Кукшевичской сельской громады. В 1897 году насчитывалось 27 дворов, где проживали 175 жителей. В 1917 году насчитывалось уже 29 дворов и 180 местных жителей. В 1920 году, ещё до коллективизации, бала создано коллективное хозяйство, в деревне действовала школа и мельница. С 20 августа 1924 года — в Маковчицкого сельсовета, Койдановского (затем Дзержинского) района Минского округа. С 31 июля 1937 года по 4 февраля 1939 года в составе Минского района. В 1926 году было 42 двора, проживали 190 жителей, действовало торфпредприятие. В годы коллективизации образован колхоз.
В Великую Отечественную войну с 28 июня 1941 года по 7 июля 1944 года оккупирована немецко-фашистскими захватчиками. На фронте погибли 14 жителей деревни.
В 1960 году деревня находилась в Дзержинском сельсовете, где проживали 204 жителя, также — центр колхоза имени Дзержинского. В 1991 году насчитывалось 109 хохяйств и 308 жителей. В 2005 году на базе деревни образован агрогородок. По состоянию на 2009 год, деревня — центр СЗК «Крутогорье—Петковичи».

## Население
| 29    | ↗ 44  | ↗ 175 | ↗ 185 | ↘ 180 | ↗ 190 | ↗ 204 | ↗ 308 | ↗ 488 | ↗ 531 |
| 2004  | 2010  | 2012  | 2017  | 2018  | 2020  | 2022  |       |       |       |
| ↗ 501 | ↗ 532 | ↘ 486 | ↗ 492 | → 492 | ↗ 493 | ↗ 497 |       |       |       |

## Инфраструктура
Через деревню проходит местная дорога Н8427, которая связывает деревню с автотрассой М1 (Брест — Российско-белорусская граница). В агрогородке действует средняя школа, детский сад, сельский клуб, библиотека, фельдшерско-акушерский пункт, дом быта, отделение связи и магазин.

## Достопримечательности
В 2-х километрах на юго-запад  от деревни, около о.п. Станьково похоронены 5 советских воинов, которые погибли при освобождении деревни от немецких оккупантов в 1944 году, в 1975 году на месте захоронения установлен обелиск.

## Известные лица
- Ложечник, Сергей Васильевич — государственный деятель.